# 松多里略區
松多里略區（西班牙語：Distrito de Sondorillo），是秘魯的一個區，位於該國西北部皮烏拉大區的宛卡班巴省，始建於1935年3月27日，面積226.09平方公里，海拔高度1,888米，2005年人口10,664，人口密度每平方公里47人。
5°20′21″S 79°25′44″W / 5.3392°S 79.4289°W